# 爱尔兰中央银行

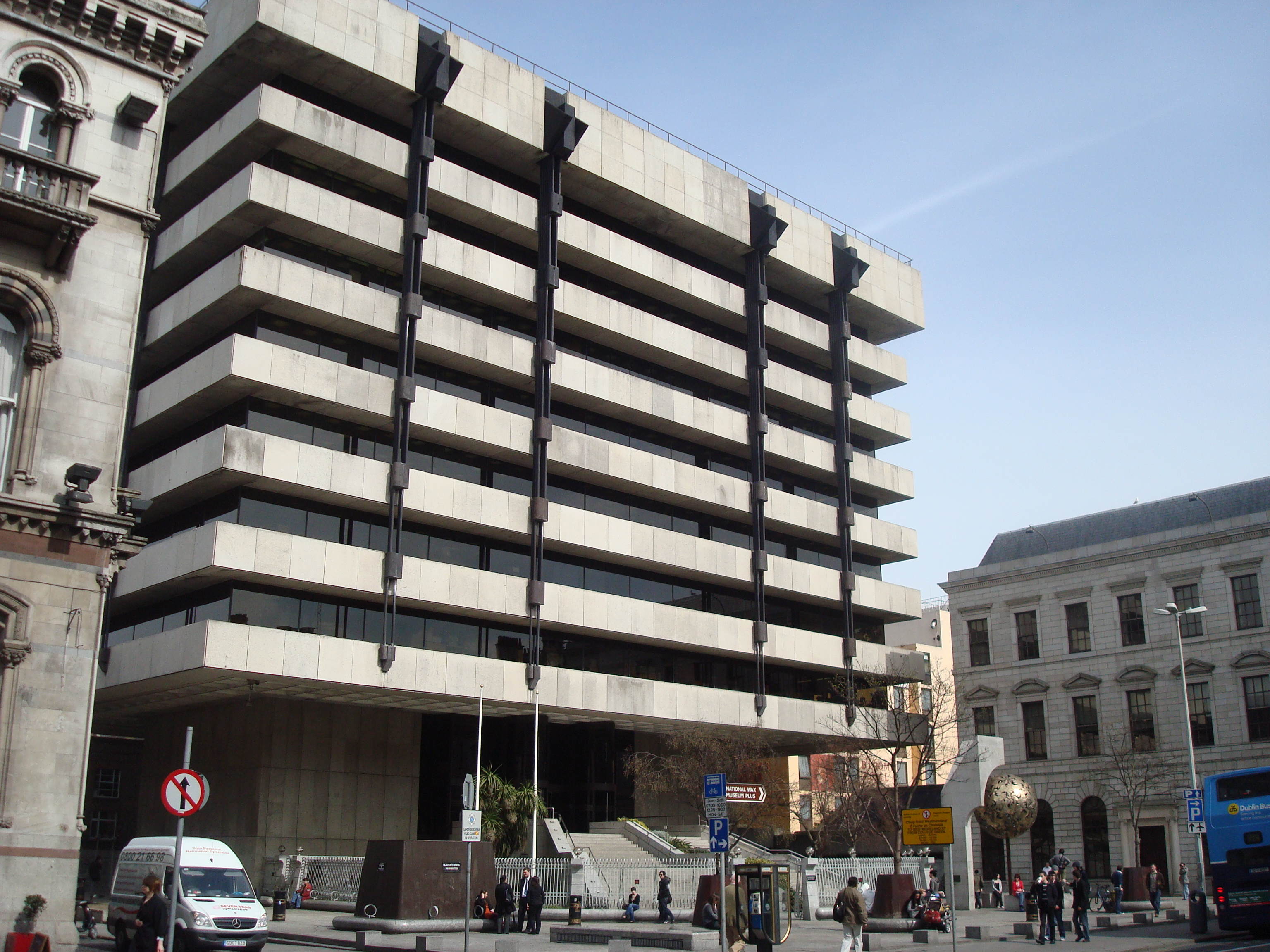
愛爾蘭中央銀行位於Dame街的舊總部

爱尔兰中央银行，爱尔兰共和国金融服务监管机构，是爱尔兰的中央银行。在爱尔兰加入欧元区前，该行负责发行本国货币爱尔兰镑，現為歐洲中央銀行體系之一。
愛爾蘭中央銀行成立於1943年2月1日，自1972年1月1日起，在1971年《中央銀行法》（Central Bank Act 1971）下，它一直是愛爾蘭政府擁有的銀行。
愛爾蘭中央銀行大樓，從1979年開始直至搬遷前的2017年一直位於都柏林Dame Street。而當年，其位於Iveagh Court和College Green的辦事處也同時關閉。自2017年3月起，其搬遷后的總部則設在都柏林碼頭。在那邊，民眾可以將非流通的愛爾蘭鑄幣和貨幣兌換成歐元，以及兌換高價值歐元紙幣或殘缺的貨幣。 目前，它還在Spencer Dock附近的場所運作。而位於桑迪福德的貨幣中心（愛爾蘭鑄幣廠）是銀行的貨幣製造、倉庫和分銷場所。

## 外部連結
- 愛爾蘭中央銀行 （页面存档备份，存于）
- 愛爾蘭中央銀行的X（前Twitter）

1. ↑  Book (eISB), electronic Irish Statute. . www.irishstatutebook.ie.   [2023-11-27]. （原始内容存档于2015-08-15） （英语）.
2. ↑  . www.centralbank.ie.   [2023-11-27]. （原始内容存档于2023-12-14）.
3. ↑  . www.centralbanking.com. 2017-01-17  [2023-11-27]. （原始内容存档于2019-04-14） （英语）.